# Cartajima (kommunhuvudort)
Cartajima är en kommunhuvudort i Spanien.   Den ligger i provinsen Provincia de Málaga och regionen Andalusien, i den södra delen av landet, 400 km söder om huvudstaden Madrid. Cartajima ligger 846 meter över havet och antalet invånare är 260.
Terrängen runt Cartajima är kuperad. Runt Cartajima är det glesbefolkat, med 8 invånare per kvadratkilometer. Närmaste större samhälle är Ronda, 10,8 km norr om Cartajima. I omgivningarna runt Cartajima växer i huvudsak blandskog.